# Campeonato Asiático de Judo de 2001
El XV Campeonato Asiático de Judo se celebró en Ulán Bator (Mongolia) entre el 14 y el 15 de abril de 2001 bajo la organización de la Unión Asiática de Judo.
En total se disputaron dieciséis pruebas diferentes, ocho masculinas y ocho femeninas.

## Resultados

### Masculino
| Evento            | Oro                          | Plata                             | Bronce                                                         |
| ----------------- | ---------------------------- | --------------------------------- | -------------------------------------------------------------- |
| –60 kg            | Masoud Hayi Ajondzadeh Irán  | Choi Min-Ho Corea del Sur         | Tatsuaki Egusa Japón Dorzhpalamyn Narmandaj Mongolia           |
| –66 kg            | Arash Miresmaeili Irán       | Michihiro Omigawa Japón           | Won Yong-Choi Corea del Norte Ryu Jung-Suk Corea del Sur       |
| –73 kg            | Masashi Nitta Japón          | Kim Jae-Hoon Corea del Sur        | Jaliuny Boldbaatar · Mongolia · Rauvan Inatilaev · Kazajistán  |
| –81 kg            | Chu Sung-Hoon Corea del Sur  | Damdinsürenguiin Nyamjüü Mongolia | Mehdi Zakeri Irán Takashi Ono Japón                            |
| –90 kg            | Park Sung-Keun Corea del Sur | Alisher Boqiev Tayikistán         | Tsend-Ayuushiin Ochirbat Mongolia Tadayoshi Takeshita Japón    |
| –100 kg           | Tomokazu Inoue Japón         | Lee Joon-Hoon Corea del Sur       | Abbas Fallah · Irán · Dastan Primkulov · Kazajistán            |
| +100 kg           | Takumi Saruwatari Japón      | Choi Sung-Won Corea del Sur       | Yeldos Ijsangaliyev · Kazajistán · Ochiryn Odguerel · Mongolia |
| Categoría abierta | Kota Ueguchi Japón           | Erkin Tuyakov · Kazajistán        | Abbas Fallah Irán Ochiryn Odguerel Mongolia                    |

### Femenino
| Evento            | Oro                             | Plata                        | Bronce                                                           |
| ----------------- | ------------------------------- | ---------------------------- | ---------------------------------------------------------------- |
| –48 kg            | Ri Kyong-Ok Corea del Norte     | Kang Sin-Hye Corea del Sur   | Erdenechimeguiin Guereltuyaa Mongolia Yu Ying-Ying China Taipéi  |
| –52 kg            | Yuki Yokosawa Japón             | Jang Jae-Sim Corea del Sur   | Roongtawan Jindasing · Tailandia · Sholpan Kaliyeva · Kazajistán |
| –57 kg            | Jishigbatyn Erdenet-Od Mongolia | Ri Myong-Hwa Corea del Norte | Min Kyung-Soon Corea del Sur Mayumi Yamada Japón                 |
| –63 kg            | Ayumi Tanimoto Japón            | Nurgul Tagayeva · Kazajistán | Ji Kyong-Sun Corea del Norte Lim Jung-Sook Corea del Sur         |
| –70 kg            | Haruko Kazato Japón             | Je Min-Jung Corea del Sur    | Wang Hsiang-Wen China Taipéi Olesya Nazarenko Turkmenistán       |
| –78 kg            | Jo Su-Hee Corea del Sur         | Mizuho Matsuzaki Japón       | Nasiba Surkiyeva Turkmenistán Sambuuguiin Dashdulam Mongolia     |
| +78 kg            | Midori Shintani Japón           | Choi Sook-Ie Corea del Sur   | Juan Hsin-Yi China Taipéi                                        |
| Categoría abierta | Midori Shintani Japón           | Choi Sook-Ie Corea del Sur   | Juan Hsin-Yi China Taipéi Erdene-Ochiryn Dolgormaa Mongolia      |

## Medallero
| Núm. | País            | Oro | Plata | Bronce | Total |
| ---- | --------------- | --- | ----- | ------ | ----- |
| 1    | Japón           | 9   | 2     | 4      | 15    |
| 2    | Corea del Sur   | 3   | 9     | 3      | 15    |
| 3    | Irán            | 2   | 0     | 3      | 5     |
| 4    | Mongolia        | 1   | 1     | 8      | 10    |
| 5    | Corea del Norte | 1   | 1     | 2      | 4     |
| 6    | Kazajistán      | 0   | 2     | 4      | 6     |
| 7    | Tayikistán      | 0   | 1     | 0      | 1     |
| 8    | China Taipéi    | 0   | 0     | 4      | 4     |
| 9    | Turkmenistán    | 0   | 0     | 2      | 2     |
| 10   | Tailandia       | 0   | 0     | 1      | 1     |
|      | TOTAL           | 16  | 16    | 31     | 63    |